# 沙加 绯色恩宠
《沙加 绯色恩宠》是一款由史克威尔艾尼克斯和Studio Reel共同开发的角色扮演电子游戏。该游戏是《沙加》系列的第12部作品，由史克威尔艾尼克斯于2016年在PlayStation Vita上发布。